# 2007年及2008年香港政治制度改革
2007年及2008年香港政治制度改革是2005年12月21日被香港立法會否決的改革方案，制度維持現狀。
2003年七一游行約50萬人上街，游行反對二十三條草案（全稱《國家安全（立法條文）條例草案》），並爭取「0708年雙普選」（即香港行政長官及立法會議員均不由提名委員會篩選，並由全市人民投票選出）。2004年1月7日，行政長官董建華發表年度《香港施政報告》，不願意定出「普選時間表」（明定哪一年能普選），坦言要先徵詢中央政府。2月9-10日，曾蔭權到北京與國務院港澳辦副主任徐澤和全國人大法工委副主任李飛討論0708政制改革事宜，有明顯分歧。4月26日，第十屆全國人大常委會決定的選舉大綱否定了0708雙普選，通稱「人大4·26框架」，由於框架保守，香港政界失望。香港政務司司長曾蔭權按照「4·26框架」提出政改諮詢。一年後，2005年12月21日香港立法會以34票贊成、24票反對、1票棄權，未達三分之二比例而否決曾蔭權的0708政改方案，其中25名泛民主派議員無一投支持票。

## 時間線

### 2004年人大四二六框架之前
- 2003年七一游行約50萬人上街，游行反對二十三條草案（全稱《國家安全（立法條文）條例草案》），並爭取「0708年雙普選」（即香港行政長官及立法會議員均不由提名委員會篩選，並由全港人民投票選出）。

- 2003年10月8日國務院總理温家寶在印尼出席東盟會議時回答香港記者：「要相信港人能夠治理好香港。要通過發展經濟改善香港人民的生活，要通過漸進的民主保障香港基本法賦予港人的各項權利和自由」，[7]被指是為0708雙普選的聲勢降温。[1]

- 2003年11月23日香港區議會選舉，支持二十三條草案的民建聯從83席降至62席，雙普選聲勢大振。

- 2003年12月5日香港行政長官董建華赴北京述職，據董建華憶述「胡錦濤主席向我表明了中央政府對香港政治體制發展的高度關注和原則立場」。同日，新華社四名法律學者蕭蔚雲、許崇德、吳建璠、夏勇對香港政改的「五項原則」，[8][9]被指是為0708雙普選的聲勢降温。[1]

- 2004年1月7日行政長官董建華發表年度《香港施政報告》，不願意定出「普選時間表」（明定哪一年能普選），坦言要先徵詢中央政府。董建華指定由香港政務司司長曾蔭權、律政司司長梁愛詩和政制事務局局長林瑞麟推動政改諮詢。[2][3]

- 2004年1月10日，美國國務院發言人包潤石指「近期的事件...反映出香港人希望在《基本法》准許的情況下促進民主進程的期望。[...]在一國兩制的框架下，這將促進經濟和社會發展，以及對香港繁榮做出貢獻。」[2]

- 2004年2月13日，港區全國人大常委曾憲梓斥責動員反對二十三條草案的政客不愛國，由此掀起對「愛國者」定義的大規模辯論；親北京政客放風，指雙普選可能會選出不愛國的特首，逼使中央否決，令雙方尷尬。[10]

- 2004年2月19日新華社為首中國各大報章重刊鄧小平在1984年6月有關「愛國愛港」定義的講話。[11][12]

- 2004年3月，曾蔭權發表政改《第一號報告》。

- 2004年3月，民主黨李柱銘曾前往美國參議院的一個委員會，就香港民主問題作證。

### 2004年人大四二六框架之後
- 2004年4月6日，全國人大常委會解釋《中華人民共和國香港特別行政區基本法》附件一第七條和附件二第三條當中的4個問題[13]，包括：

1. “2007年以後”是否含2007年；
2. “如需”修改是否必須修改；
3. 由誰確定需要修改及由誰提出修改法案；
4. 如不修改是否繼續適用現行規定。

- 2004年4月15日，曾蔭權等發表了《第二號報告》。報告交代在過去兩個多月收集公眾意見後，就《基本法》中關乎香港政制發展的原則問題的看法。[14]

- 2004年4月26日，人大常委會決定的選舉大綱否定了07、08雙普選。第十屆全國人大常委會第九次會議審議通過《全國人民代表大會常務委員會關於香港特別行政區2007年行政長官和2008年立法會產生辦法有關問題的決定》。按照決定，2007年的行政長官不會由普選產生，2008年的立法會選舉半數由普選產生，另外一半由功能組別產生。[5]。

- 2004年5月11日，曾蔭權就《基本法》中有關政制發展的法律程序問題，公布了《第三號報告》。當中羅列行政長官及立法會產生的現行規定，並且說明可考慮予以修改的地方[15]。

- 2004年7月25日，政協委員劉迺強認為當第十屆全國人大常委會已經否決07/08年雙普選後，仍然繼續要求普選等於與人大常委對抗。

- 2005年3月，行政長官董建華提前辭職。[16]。

### 2005年拉票
- 2005年5月13日，政制發展專責小組就「第四號報告：社會人士對二零零七年行政長官和二零零八年立法會產生辦法的意見和建議」為期五個半月的公眾諮詢正式結束，當局共收到超過四百三十份意見書。[]

- 2005年10月19日，香港政制發展專責小組發表《香港政制發展第五號報告書》，就2007年香港行政長官產生辦法及2008年香港立法會產生辦法提出具體的建議改革方案。香港政府打算根據報告的內容，於2005年12月向香港立法會提交正式文件，爭取議會通過政改建議。

- 2005年11月22日，合和實業主席胡應湘表示，若以遊行去爭取民主就是暴民政治，違反法治精神。

- 2005年11月29日，李柱銘、單仲偕、陳偉業及張超雄與美國國務卿賴斯會面，討論香港政改及普選問題。

- 2005年11月30日，香港行政長官曾蔭權於晚上7時30分在香港3間電視台發表預先錄影的電視講話，希望立法會議員及市民支持政改方案。

- 2005年12月2日，人大常委會副秘書長喬曉陽、人大法工委副主任李飛和國務院港澳辦副主任張曉明在深圳舉行座談會，邀請超過100位立法會議員及各界人士出席，直接聽取各黨派對政改問題的意見。被邀人士包括19名泛民主派立法會議員，及立法會所有委員會的正、副主席共43人。 （页面存档备份，存于）

- 2005年12月4日，由泛民主派籌辦的2005年爭取香港普選大遊行，由維多利亞公園遊行至政府總部。泛民主派表示逾25萬人參加。警方表示參加遊行的人數約有六萬三千人。遊行人士包含前政務司司長陳方安生女士。（页面存档备份，存于）  據港大學者及學生的兩項統計，推算出遊行人數約有七萬至九萬人，統計結果相差甚遠。

- 2005年12月7日，香港中文大学亚太研究所自12月5日至7日进行了民意调查。结果显示：66%的受访者认为政改方案应该包括双普选时间表；49.9%的受访者表示总体接受现政改方案（比游行前下降8.9%），28.9%的人表示不接受（比游行前上升了5.3%）；56.3%的人反对否决现政改方案，35%的人支持否决[17]。

- 2005年12月19日，前政務司司司長陳方安生舉行記者會，要求行政長官曾蔭權向中央提議，最遲2012年落實普選[18]。行政長官曾蔭權在中午宣佈將會分階段減少區議會內委任議席。在2008年減少1/3區議會委任議席，由102席減至68席。在2012年再減一半至34席或全數取消，至2016年取消委任議席[19]。

- 2005年12月21日，立法會表決2007年行政長官選舉辦法、2008年立法會產生辦法的議案，兩個議案的投票結果一致：支持34票，反對24票，棄權1票，因議案得不到全體三分二議員支持，議案被否決[20][21]。两项方案在香港立法會的赞成票比率均为57.6%（34/59），和12月7日民意调查中的得票比（56.3%）幾乎一致，立法會投票結果反映了民意。[17]

## 政改議案

### 內容
以下內容按2005年10月最終版的「五號報告書」。

#### 2007年香港行政長官產生辦法
根據香港政府建議，選舉委員會的選舉委員人數將由800人增加至1,600人，增加的選舉委員包括全港十八區400個民選區議員、102個委任區議員及27個當然區議員。
- 第一界別(工商、金融界) 由200人增至300人
- 第二界別(專業界) 由200人增至300人
- 第三界別(勞工、社會服務、宗教等界)  由200人增至300人
- 第四界別(立法會議員、區域性組織代表、香港地區全國人大代表、以及香港地區全國政協委員代表) 由200人增至700人

當中第四界別的委員分配為
- 區議會議員 529席
- 立法會議員  70席
- 全國政協代表 43席
- 港區人大代表 36席
- 鄉議局代表  22席

聯合提名行政長官候選人門檻維持選舉委員會總人數的8份之1，即從不少於100人增加至不少於200人，行政長官不可屬於任何政黨的規定維持不變。

#### 2008年香港立法會產生辦法
根據香港政府建議，香港立法會議席會由60個增加至70個，其中分區直選和功能組別各增加5席。分區直選方面，將由30席增至35席；功能組別方面，區議會代表將由1席增加至6席。

#### 分階段取消區議會委任制
在2008年1月新一屆區議會委任議席的人數上限由現時的102人減至68人。2011年底前按社會的反應和區議會運作的情況，把委任議席的上限由2012年1月起進一步減至0，或減至34席，其後在2016年1月減至0。 
分階段取消區議會委任議席的建議，是政府07/08政改方案的組成部分。倘若立法會通過07/08選舉方案，香港政府會透過修訂本地法例落實調整區議會委任議席。倘若遭到否決，香港政府不會單獨實施區議會委任議席的調整安排 。

#### 是否在2007、2008年的後一輪選舉中實現普選或雙普選
即所謂「普選時間表」（明定哪一年能普選），政府建議中沒有提及。

### 內容評價
- 積極方面:

1. 方案已經增加了行政長官和立法會選舉的民主成份。也是符合人大決定之下的最佳方案。如果政改方案不能獲立法會通過而要令政改原地踏步，會令全香港市民成為輸家。普選時間表及路線圖相對上重要性不及通過政改方案所得的好處。
2. 區議員會自動成為可以選出行政長官的選舉委員，加上在立法會中有近六分之一的議席，令香港區議會的重要性和權力大大提升，重建區議員由區議會向立法會爬升的政治階梯。
3. 區議員政治地位的上升亦將會令區議會選舉更為政治化，有助市民關注區議員的質素及服務，增強了市民對區議會的選舉參與。
4. 分階段取消委任區議員有助區議會進一步民主化。
5. 停止了傳統功能界別(即工商界及專業人士的組別)的擴展，改為發展類似間接選舉方式的區議會功能界別，提升了功能界別的民主成份。
6. 委任全體區議員進入選舉委員會，使選舉委員會的間選成份由30/800 (3.8%)提升至430/1600 (26.9%)。
7. 引入行政長官選舉的信任投票制度，避免了自動當選的情況。

- 消極方面:

1. 未能提供普選時間表及路線圖，令人感到是一個見步行步的方案。
2. 讓由行政長官委任的102位委任區議員參與行政長官選舉，不合理。
3. 未有降低行政長官選舉的提名門檻，維持12.5%。
4. 部分區議員由行政長官委任，反對議案者指不應該讓委任議員參與選舉行政長官和立法會議員，以免出現種票。
5. 6席區議會功能界別選舉方法未有具體建議，令泛民主派憂慮方案會封殺其在區議會功能界別的當選機會。詳見下段。

### 立法會的「區議會功能界別」議席爭議
“基本法”附件一及附件二的修改，需要立法會全體議員三分之二多數通過（即40席）。但在本地立法層面的《立法會(修訂)條例草案》只需要出席議員過半數支持就可通過。擁有立法會超過三分之一議席的泛民主派憂慮他們通過建議方案後，政府會在本地立法層面以全票制選出6席區議會功能界別議席，泛民主派擔心實行全票制會大幅削弱其在立法會三分之一的憲制否決權。
按2004年立法會選舉區議會界別選舉結果： 
- 劉皇發（自由黨/親建制派）：267票
- 鄺國全（民主黨/泛民主派）：126票
- 歐志遠（無黨籍）：43票

上述結果顯示親建制派的區議員獲得壓倒性的優勢，這主要因為在2003年時當時行政長官董建華委任的102名委任區議員，加上鄉議局在區議會中的27名當然議員令親建制派在區議會中大幅佔優。按結果推算如果支持親建制派的267位區議員全把票投給親建制派的6位候選人，那麼這6席將會全都由親建制派人士當選。即使泛民主派在立法會地方選舉中繼續佔優，泛民主派和親建制派在新增地方議席中以三比二比例分配，泛民主派在立法會的所佔的比重由2004年25席/60席(41.7%)下降至28席/70席(40%)，削弱了泛民主派在立法會中的份量。如果當時泛民主派通過了建議方案，在本地方法層面上特區政府可以建議以全票制選出6席區議會功能界別議席，以建制派控制立法會的情況下，政府提出的立法建議會相當容易地獲得通過。這是泛民主派在當時堅持反對建議方案的原因之一。

## 各方表態

### 投票前夕
支持方案者
- 曾蔭權：“香港發展民主政制已經走到十字路口。若立法會通過政改方案，香港的政制就可以朝向普選前進一大步。若立法會不幸否決政改方案，零七、零八年的政制將停滯不前。”“方案得來不易，特區政府已盡了最大努力”，呼籲議員“從香港政制的整體及長遠的發展著想，以民意為重，不會因他們個別黨派的執著，被迫整個政制發展要原地踏步。” 並在回應12月4日萬人大遊行時表示，會儘量完善政改方案，相信在有生之年定能見到香港普選。[22]
- 林瑞麟（十二月二日）：我們依然維持第五號報告書裏關於○七／○八兩個選舉方案的建議。我們一直都說，因為要平衡各界別、各政黨的訴求，我們可以修訂的空間確實是很窄的。[23]
- 汪明荃：她在為支持政府的廣告中講了這句對白：「雖然《我的野蠻奶奶》很受歡迎，但民意卻一定要聽。」，暗指反對者推動普選的行為是不聽民意的「野蠻」行為。

反對方案者
- 香港城市大學政治學教授鄭宇碩：假如總是拒絕給一個確定的普選時間表，只是不斷地說，最終有一天會允許香港普選的，這說明中央政府沒有誠意。
- 劉慧卿：“我們在普選目標上立場堅定。若普選不能在2007－08年舉行，我們唯一可以接受是2012年。其他替代方案都是空話。” [24]
- 楊森：“根本沒有妥協的餘地。這是政府對民主訴求採取的拖延政策，所以全部9位民主黨議員將會投反對票。” [24]
- 余若薇：（政改方案）“原地踏步”……[25]

### 議案否決後
- 12月22日，許仕仁在凌晨舉行記者會，表示政改方案被否決違背民意，天主教香港教區主教陳日君及立法會議員李柱銘要承擔所有後果，引來教徒反響[26]。

- 12月22日，曾荫权说，过去数月我希望立法会议员可以送一份圣诞礼物给香港的民主发展。好可惜，我的愿望落空了。他说，理性上，我知道要以平常心去面对，但感性上我难免感到遗憾和失望。遗憾的是香港平白错失了一个向民主大步迈进的机会，失望的是今日立法会的表决，令市民对早日落实更民主、更开放的选举的期望落空[27]。2006年1月12日，曾荫权在立法会回答议员提问时表示，在他剩下的任期内，都不可能提出新的政改方案[28]。

- 12月22日，国务院港澳办发言人指「出现上述结果不仅不符合香港的主流民意，是特区政府和香港公众不愿意看到的，也是中央政府所不愿意看到的」。[29]。

- 12月28日，中国总理温家宝在接见香港行政长官曾荫权时称，香港仍有深层次的矛盾和问题未得到根本解决[30]。

## 後續枝節事碩立法
由於2007年行政長官和2008年立法会产生办法建议方案，因得不到香港立法会全體三分二議員支持，故此兩項議案未能進一步處理。但就2007年行政長官選舉、2007年區議會選舉及2008年立法會選舉仍有一些技術問題需要在本地立法層面處理，其處理細節如下:
- 只有1個行政長官候選人的情況，透過修訂本地法例(即《行政長官選舉條例》)處理。[31]

- 增加區議會民選議席。因應離島區和西貢區由2003年至2007年的推算人口增長，特區政府提出在2個區議會增加民選議席的初步建議。建議在離島區議會增加2個民選議席，即由8個增至10個；以

及在西貢區議會增加3個民選議席，即由20個增至23個，使全體民選區議員數目由400個增至405個。建議於2006年6月獲得通過。
- 立法會重整地區選舉議席分配。由於2007年行政長官和2008年立法会产生办法建议方案遭到否決，地區選舉議席維持30席。由於每個地方選區的議員不可超過8個，故此新界西選區由原本可分得9個議席改為維持8個，而由於九龍西選區人口數目將超過九龍東選區，故此九龍西選區會由4席增至5席，九龍東選區由5席減至4席。其餘2區議席數目維持不變。

## 外部連結
- 香港電台:香港政制發展（页面存档备份，存于）
- 香港政府:香港政制發展
- 政制發展綠皮書公眾諮詢網站
- 政制事務局專題資料
- 香港人權監察: 政制改革
- 中共中央統一戰線工作部新聞中心